# Lac Šas
Le lac Šas est un lac monténégrin situé sur le territoire de la municipalité d'Ulcinj. 
Il fait partie du bassin hydrologique du fleuve Buna.
Le lac Šas est un lac situé au nord-est d'Ulcinj, près du village de Šas, à Monténégro. Il est bordé géographiquement par Briska Gora (Mali et Brisë) au sud-ouest, Fraskanjelsko Polje (Këneta et Fraskanjellit) à l'est, Ambulsko Brdo (Mali i Amullit) et Šasko Brdo (Mali i Shasit) au nord-est et Brisko Polje ( Fusha e Brisë) au nord-ouest. Géopolitiquement, Briska Gora se trouve au sud-ouest du lac Šas, Fraskanjel à l'est et Ambula et Šas au nord-est. La superficie de ce lac est de 5,5 km², il mesure 3,2 km de long et 1,5 km de large. La profondeur maximale est de 7,8 m. La rive du lac est d'environ 8,6 km.

## Dénominations
Ce lac est nommé Liqeni i Shasit par les albanais, Šasko Jezero par les monténégrins, et peut être désigné comme аско езеро, Šasko Blato / аско лато) 
Il est également parfois dénommé petit lac Scutari, car il possède la même flore et faune que le Lac de Shkodra (dont la taille est cependant beaucoup plus grande. 

## Faune
Le lac est un point d'étape pour la migration aviaire, et dans les mois chaud il est peuplé d'un grand nombre d'espèces d'oiseaux. 
Il est bien connu des ornithologues, qui viennent notamment y étudier ou observer des espèces migratrices telles que :
- Pelecanus crispus
- Podiceps cristatus
- Tachybaptus ruficollis
- Microcarbo pygmeus
- Egretta garzetta
- Ardeola ralloides
- Platalea leucorodia
- Botaurus stellaris
- Anas platyrhynchos
- Larus cachinnans
- Sterna caspia
- Fulica atra

## Source de la traduction
- (en) Cet article est partiellement ou en totalité issu de l’article de Wikipédia en anglais intitulé « Lake Šas » (voir la liste des auteurs).